# Downingia bicornuta
Downingia bicornuta är en klockväxtart som beskrevs av Asa Gray. Downingia bicornuta ingår i släktet Downingia och familjen klockväxter. Inga underarter finns listade i Catalogue of Life.